# Der Sandmann (1993)
Der Sandmann ist ein 1993 erschienener Spielfilm von Eckhart Schmidt, der auf E.T.A. Hoffmanns Erzählung Der Sandmann Bezug nimmt. Er handelt von einem jungen Mann, der mit seiner Freundin an den Ort seiner Kindheit reist, wo er dem mutmaßlichen Verantwortlichen für den Tod seines Vaters wiederbegegnet und sich in dessen vermeintliche Tochter verliebt.

## Handlung
Daniel und seine Freundin Clara reisen nach Italien, um ihren ersten gemeinsamen Urlaub in einem kleinen Ort am Gardasee zu verbringen. Bereits kurz nach der Ankunft wird Daniel von der Begegnung mit einem älteren Mann aufgewühlt und begibt sich auf die Suche nach diesem. Erst als er tags darauf von der deshalb mehrfach allein gelassenen Clara zur Rede gestellt wird, eröffnet er ihr, dass es sich bei ihrem Ferienziel um seinen Geburtsort handelt, wo auch seine Eltern begraben sind. Im älteren Mann glaubt er Coppola zu erkennen, den er für den Flammentod seines Vaters verantwortlich macht. Es häufen sich die Missgeschicke, etwa wird das gesamte Gepäck des Paars aus dem Hotelzimmer gestohlen.
Vom Balkon seines Hotelzimmers aus beobachtet Daniel oft eine junge Frau auf dem Anwesen Coppolas, die dieser als seine Tochter bezeichnet und von der er sich stark angezogen fühlt. Als er über den Zaun klettert, um mit ihr zu sprechen, wird er von Coppola zur Rede gestellt.
Coppolas Diener Spalanzani übergibt Clara eine Einladung des jungen Paares zu einem Abendempfang. Auch bei dieser Gelegenheit kann Daniel sich kaum von Olimpia lösen, die er zum Abschied vor den Augen seiner Freundin küsst. Clara reist wenig später allein nach Venedig weiter. Das Hotel teilt Daniel – anscheinend auf Betreiben Coppolas – mit, dass auch ihm das Zimmer nicht mehr zur Verfügung stünde.
Daniel sucht vermehrt heimlich Olimpia in Coppolas Haus auf und versucht sie schließlich dazu zu bewegen, ihren Vater für ihn zu verlassen. Sie flüchten schließlich in ein verlassenes Haus, wobei es auf dem Weg dorthin zu einer körperlichen Auseinandersetzungen mit Coppola kommt. Als sich Olimpia verletzt, stellt Daniel fest, dass ihre Wunde nicht blutet. Stattdessen findet er dort Drähte und andere technische Bauteile und erkennt somit, dass es sich bei Olimpia um keinen Menschen, sondern eine Maschine handelt. Um zu verstehen, wie sie ihn dennoch lieben kann, nimmt er ihre Bestandteile immer weiter auseinander, bis sie zunächst ihre Fähigkeiten zu laufen und zu sprechen verliert und schließlich auch ihr „Bewusstsein“. Daniel bringt Olimpia zu Coppola, damit dieser sie repariere.
Coppola und Spalanzani erscheinen an Daniels Rückzugsort. Da Coppola nicht in der Lage war, Olimpia zu reparieren, haben sie eine Nachbildung Olimpias dabei, die nach Coppolas Aussage jedoch nie an die Perfektion Olimpias herankommen werde. Daraufhin wird er von Daniel erneut angegriffen. Am Ende erklärt Coppola Daniel, dass er in Wirklichkeit sein Vater sei und Coppolas Identität angenommen habe, nachdem in Wirklichkeit dieser bei dem Feuer umgekommen sei.